# Geirid Fiskesjö
Geirid Fiskesjö, född Christoffersen den 27 december 1930 i Norge, död 3 april 2019 i Lund, var en norsk-svensk centerpartistisk politiker i Lunds kommun och genetiker vid Lunds universitet.
Fiskesjös föräldrar var kommendörkapten Gunnar Christoffersen och dennes hustru Sigrid, född Nielsen. Fiskesjö var forskare och lärare vid genetiska institutionen i Lund redan på 1950-talet och disputerade 1982 för filosofie doktorsexamen på en studie om kvicksilverföreningars skadeföreningar.
Politiskt engagerade sig Fiskesjö först i Lunds konstnämnd, men från 1975 var det miljöfrågor som främst intresserade henne. Hon kom att bli ledamot i naturvårdsnämnden, miljö- och hälsoskyddsnämnden samt kommunstyrelsen och kommunfullmäktige i Lund.
Hon var från 1955 till sin död gift med universitetslektorn och riksdagsledamoten Bertil Fiskesjö (1928–2019).